# Liu Cheng-tao
Liu Cheng-tao (chinesisch 劉正道; * 2. Oktober 1937 in Yunlin) ist ein ehemaliger taiwanischer Radrennfahrer.

## Sportliche Laufbahn
Liu Cheng-tao war im Straßenradsport und im Bahnradsport aktiv. Er war Teilnehmer der Olympischen Sommerspiele 1968 in Mexiko-Stadt. Im olympischen Straßenrennen war er ausgeschieden. Im Mannschaftszeitfahren kam Taiwan mit Deng Chueng-hwai, Liu Cheng-tao, Shue Ming-shu und Jiang Guang-nan auf den 29. Rang.
Bei den Asienspielen 1966 in Bangkok gewann er die Silbermedaille auf der Bahn im 4800-Meter-Rennen.